# الدوري الأمريكي لكرة القدم 2013
الدوري الأمريكي لكرة القدم 2013 (بالإنجليزية: 2013 Major League Soccer season)‏ هو الموسم 18 من  الدوري الأمريكي لكرة القدم. أقيم خلال الفترة 2013 وحتى 7 ديسمبر 2013، وكان عدد الأندية المشاركة فيه  19، وفاز فيه سبورتينغ كانساس سيتي.